# コンフィギュレーション (コンピュータ)
コンピュータシステムにおけるコンフィギュレーション（英語: Configuration）は、システムそのものや周辺機器といった機能ユニット個々の性質、数および主な特性に応じて、それぞれを配置・設定すること。略してコンフィグとも呼ばれる。
コンフィギュレーションは多くの場合、ハードウェア・ソフトウェア・ファームウェアおよびドキュメントの選択に関係する。コンピュータ・アーキテクチャとともに、コンピュータシステムの構成はその機能とパフォーマンスの両方に影響を与える。

## コンフィグレーションドリフト
「機器上で反映した実際の設定が、オフィスに保管している原本ファイルに反映されていない」という状態は「コンフィグレーションドリフト」と呼ばれ、後々重大な問題を引き起こす場合がある。これを軽減する手段として、原本ファイルと変更履歴の情報（日付、変更意図、変更点）はRedmineなどのプロジェクト管理ツールやGitHubなどのバージョン管理ツールによって可能となる。